# Biel/Bienne (stacja kolejowa)
Biel/Bienne (niem: Bahnhof Biel/Bienne) – stacja kolejowa w Biel/Bienne, w kantonie Berno, w Szwajcarii. Jest obsługiwana przez pociągi SBB-CFF-FFS oraz Aare Seeland mobil.
Stacja Biel/Bienne jest – w przeciwieństwie do innych miast jest położona daleko od starego miasta, w pobliżu brzegu jeziora Biel. Wynika to z faktu, że w obrębie starego miasta nie było już miejsca na stację kolejową.
Dziennie z usług stacji korzysta około 45 000 pasażerów.